# Геласій I
Святи́й Геласій I, часом Ґеласій I  (лат. Gelasius; ? — 19 листопада 496) — сорок дев'ятий папа Римський (1 березня 492—19 листопада 496), третій папа африканського походження. Геласій продовжив боротьбу з патріархом Константинопольським Акакієм, розпочату папою Феліксом III (II). Глибокий розкол з Акакієм був неминучим, оскільки обидві сторони по різному підходили до визначення природи Ісуса Христа. Західна церква обґрунтовувала подвійну натуру Ісуса, східна церква вважала, що йому притаманне лише божественне начало.

## До питання про церковну та державну владу
Геласій пішов далі, ніж його попередники, в утвердженні першості Риму в усій церкві. У 494 році він написав дуже важливого листа Duo sunt до імператора Східної Римської імперії Анастасія I, заснувавши дуалістичний принцип, який панував у західно-європейській політиці впродовж тисячоліття. Геласій виклав різницю між «двома владами», які він назвав «священна влада понтифіка» (auctoritas sacrata pontificum) і «королівська влада» (regalis potestas). Ці дві влади мають бути незалежними кожна у своїй сфері діяльності, однак мають діяти спільно та гармонійно.

## Подолання поганських звичаїв і боротьба з єретиками
Геласій зумів заборонити проведення у лютому щороку давньоримських святкувань Луперкалій. Натомість він запровадив святкування у той самий період року на честь Діви Марії.
Геласій також зумів винайти спосіб виявлення прихованих маніхеїв, які називали себе християнами та у значній кількості проживали у Римі. Він встановив, що причастя має проводитись вином і хлібом. Таким чином маніхеї викривали себе, оскільки вони вважали вино нечистим продуктом.